# Адвьех
Адвьех, адвиех и адвия (перс. ادویه‎; англ. advieh; англ. adwiya) — персидское название для смеси специй, используемой в кухне Ирана.
Эта смесь отличается тем, что в неё входит широкий круг специй, фактически почти безграничное число. Объяснение этому можно найти в том, что даже в современном мире адвьех изготавливается на дому с учётом предпочтений и практик готовки конкретной хозяйки. Также большую роль при создании играет практическое назначение смеси.
Персидские домохозяйки используют адвьех не каждый раз при готовке. Смеси варьируются от региона к региону. Обычно адвьех включает тмин, кориандр, корицу, перец, кардамон, гвоздику, мускатный орех, а также высушенные лепестки или бутоны роз. Некоторые рецепты включают вышеупомянутые ингредиенты, а также ещё куркуму. Третьи включают сушёную лимонную цедру. Один из популярных рецептов адвьеха происходит с юга Ирана и включает семя кориандра, куркуму, корицу, зиру, кардамон, чёрный перец и напоминает смесь карри. В то же время он более изысканный, так как не включает в себя острый чили, красный перец, имбирь, чеснок, ни один из которых не появляется в рецептах адвьеха. В адвьех с солнечного Иранского нагорья и из северо-западного региона включают высушенные лепестки роз для придания редкого и впечатляющего аромата изысканным рисовым блюдам во время приготовления на пару.
Адвьех обладает пикантным ароматом, прекрасной текстурой и тёплым коричневым цветом. При помощи смеси придают изысканный аромат кускусу, плову и остальным рисовым блюдам. Некоторыми же смесями просто посыпают рисовые блюда перед подачей, а не приправляют их. Ею также приправляют персидские блюда хорешт, хорак, персидские блюда из тушёного мяса либо рыбы, блюда из чечевицы и супы; смесь для блюд с тушёным мясом может содержать шафран. Сухое натирание для мяса, предназначенного для гриля либо для жаркого, может содержать адвьех. Иногда специи разбалтывают в йогурте или смешивают в масле, чтобы получить маринад для мяса гриль и овощей. В некоторых ближневосточных странах аналогом адвьеха является специя харосет, плоды и ореховое масло из которой являются традиционной частью блюда на еврейскую Пасху.
Адвьех продаётся в маленьких пакетиках в магазинах ближневосточных стран и Ирана.

## Комментарии
1. ↑  При этом имбирь упоминается в другом источнике в качестве ингредиента обычного рецепта смеси: Padma Lakshmi. Advieh // The Encyclopedia of Spices and Herbs. An Essential Guide to the Flavors of the World. — 2016. — ISBN 9780062375230.